# شیاموس تورلوق مک‌الواین
شیاموس تورلوق مک‌الواین (Séamus Turlough McElwaine) (همچنین به صورت» سیاموس مک‌الوین «هم می‌توان نوشت) (زاده ۱ آوریل ۱۹۶۰ – درگذشتهٔ ۲۶ آوریل ۱۹۸۶)، یک داوطلب در تیپ فرمانای جنوبی ارتش موقت جمهوری‌خواه ایرلند (IRA) در جریان درگیری‌های ایرلند بود که توسط ارتش بریتانیا تیرباران و کشته شد.

## اوایل زندگی
مک‌الواین بزرگ‌ترین فرزند از هشت فرزند خانواده بوده و در شهرک کنوکاکولیون متولد و بزرگ شد، این شهرک در مجاورت آبادی و شهر کنوکاتالون، در نزدیکی روستای اسکاتستاون در شمال شهرستان مانهن در جمهوری ایرلند واقع شده‌است.
مک‌الواین با پیوستن به نا فیانا ایریان در ۱۴ سالگی، نخستین قدم خود به سوی دخیل شدن در جمهوری‌خواهی با نیروی فیزیکی را برداشت. در۱۶ سالگی، مک‌الواین فرصتی برای تحصیل در ایالات متحده را رد نموده و به ارتش جمهوری‌خواه ایرلند ملحق شد و گفت، «هیچ‌کسی هرگز نمی‌تواند من را متهم به فرار کند».

## فعالیت‌های شبه‌نظامی
مک‌الواین یک عضو فعال ارتش جمهوری‌خواه ایرلند بود و در عمر ۱۹ سالگی افسر فرمانده ارتش جمهوری‌خواه ایرلند در شهرستان فرمانا شد. در ۵ فوریه ۱۹۸۰، مک‌الواین یک سرجوخه هنگ دفاعی اولستر (UDR) به‌نام اوبری ابرکرومبی را زمانی که وی خارج از وظیفه در شهرک دروماکابراناگهیر در نزدیکی روستای فلورنزیکورت در حال راندن یک تراکتور بود، به قتل رساند. اواخر همان سال در ۲۳ سپتامبر، مک‌الواین یک رزرو کانستیبل نیروهای انتظامی سلطنتی اولستر (RUC) به‌نام ارنیست جانستون را هنگام فراغت از شغل در بیرون خانه‌اش در نزدیکی روستای راسلی، به قتل رساند. وی حداقل برای دخیل بودن در ۱۰ قتل دیگر نیز مظنون بود.
در ۱۴ مارس ۱۹۸۱، یک واحد ارتش بریتانیا خانه‌ای روستایی را در نزدیکی راسلی محاصره نمود که در آن مک‌الواین و سه عضو دیگر ارتش جمهوری‌خواه ایرلند قرار داشتند. علی‌رغم این‌که اعضای ارتش جمهوی‌خواه دارای چهار تفنگ، از جمله یک سلاح آرمالایت بودند، اما خود را تسلیم نموده و سپس دستگیر شدند. با این وجود که مک‌الواین در زندان گاول کروملین رود در انتظار محاکمه خود بود، اما به‌طور مستقل از حوزه انتخابیه کاوان-موناقان در انتخابات سراسری فوریه ۱۹۸۲ ایرلند به مبارزه پرداخته و ۳٬۹۷۴ رأی (۶٫۸۴ درصد آرا) دریافت کرد. مک‌الواین در می ۱۹۸۲ به جرم قتل اعضای نیروهای انتظامی سلطنتی اولستر و هنگ دفاعی اولستر مجرم شناخته شد، قاضی محکمه او را یک «قاتل خطرناک» عنوان کرده و توصیه نمود تا وی حداقل ۳۰ سال را در زندان سپری نماید.
در ۲۵ سپتامبر ۱۹۸۳، مک‌الواین در فرار از زندان ماز شرکت داشت، بزرگ‌ترین فرار از زندان در اروپا پس از جنگ جهانی دوم و در تاریخ زندان بریتانیا. ۳۸ جمهوری‌خواه که مجهز با ۶ سلاح دستی بودند، یک کامیون غذای زندان را سرقت نموده و راه خود را به بیرون از زندان ماز باز کردند.
پس از فرار از زندان، وی به واحد فعال نظامی ارتش جمهوری‌خواه ایرلند پیوسته و در مناطق مرزی میان شهرستان‌های موناقان و فرمانا فعالیت می‌کرد. این واحد با حملاتی که در آن از تفنگ و بمب استفاده می‌شد به گشت‌های پلیس و ارتش حمله می‌کردند و برای خودداری از دستگیر شدن در انبارها و مستراح‌ها خواب می‌کردند.

## مرگ
در ۲۶ آوریل ۱۹۸۶، مک‌الواین و یک عضو دیگر ارتش جمهوری‌خواه ایرلند به‌نام سین لاینک زمانی که داشتند برای کمین زدن به یک گزمه ارتش بریتانیا در نزدیکی راسلی، شهرستان فرمانا آماده می‌شدند، خود آن‌ها توسط یک واحد اعزام شده از هنگ سرویس هوایی ویژه کمین زنده شدند. هر دو زخمی شدند؛ لاینک توانست فرار کند، اما مک‌الواین نخست مورد بازپرس قرار گرفته و پس از این‌که ناتوان شده بود، تیرباران و کشته شد.
مک‌الواین در اسکاتستاون به خاک سپرده شد و در مراسم خاک‌سپاری وی حدود ۳٬۰۰۰ نفر، از جمله جری آدامز و مارتین مک-گینس شرکت کردند؛ مک‌گینس خطابه‌ای ایراد نموده و از مک‌الواین به عنوان «یک سرباز شجاع و ذکی، یک مرد جوان که جوانی خود را فدای مبارزه برای استقلال کشورش کرد» و «یک مبارز راه آزادی که توسط تروریست‌های بریتانیایی کشته شد» یاد کرد.
در ۱۹۸۷ میلادی، پدر مک‌الواین، جیمی که از زمان طولانی عضو شورای شهرستان موناقان بود، به عنوان رئیس انجمن شیاموس مک‌الواین که بخشی از حزب شین فین جمهوری‌خواه (SRF) بود، انتخاب شد.
در ۱ آوریل ۱۹۹۰، بنای یادبود از مک‌الواین در کورلات، شهرستان موناقان بلند شد. نطق افتتاحیه توسط یک کشیش کاتولیک، پدر پیاراس او دوئیل ایراد گردید، کسی که مک‌الوین را با نلسون ماندلا مقایسه نموده و بیان داشت که هر دو نسبت به ظلم همان نگرش را داشتند و هر دو، نادیده گرفتن اصول را رد کردند. کتیبهٔ نوشته شده در این بنای یاد بود، نقل قولی از پاتریک پیرس است؛ «تا زمانی که ایرلند آزاد نشود، تنها رویه افتخار آمیز برای مردان و زنان ایرلندی همانا رویه‌ای طغیان است». یک بنای یادبود دیگر از مک‌الواین و شش جمهوری‌خواه دیگر در ۱۹۹۸ میلادی در راسلی بلند گردیده و توسط جمهوری‌خواه باز نشسته، جو کاهیل افتتاح گردید.
در ژانویه ۱۹۹۳، یک هیئت منصفه از گروه بررسی مرگ مشکوک، حکمی را صادر کرد که مک‌الواین به‌طور غیرقانونی کشته شده‌است. هیئت منصفه حکم داد که سربازان بدون این‌که به وی فرصتی برای تسلیمی بدهند آتش گشودند و این‌که مک-الواین تنها پنج دقیقه پس از مجروح شدن، تیرباران و کشته شد.
در آوریل ۲۰۰۶، حدود ۱٬۰۰۰ نفر در راسلی در جریان مراسم سنتی گرامی‌داشت عید پاک که برای یادبود از یک صد سالگی قیام عید پاک برگزار شده بود، به مک‌الواین ارج گذاشتند. گروه‌های قربانیان و سیاست‌مداران اتحادگرا، از جمله عضو حزب اتحادگرای دمورکاتیک به‌نام آرلین فوستر، مک‌الواین را یک «قاتل اهریمنی» خوانده و از کمیسیون برگزاری رژه خواسته بودند تا از انجام رژه در مکانی که مک‌الواین کشته شده بود جلوگیری نماید. اما این کمیسیون فرمان داد که مراسم گرامی‌داشت می‌تواند بدون هیچ محدودیتی انجام شود. در کورلات، حدود ۵۰۰ نفر در مراسم اکران یک فیلم مستند در مورد مک‌الواین تحت عنوان زندگی و مرگ یک فعال ارتش جمهوری‌خواه ایرلند، شرکت کردند تا از بیستمین سال‌گرد مرگ وی یادبود به عمل آورند.